# Stactobia gwili
Stactobia gwili är en nattsländeart som beskrevs av Schmid 1983. Stactobia gwili ingår i släktet Stactobia och familjen smånattsländor. Inga underarter finns listade i Catalogue of Life.